# Wacław Janas
Wacław Janas (ur. 22 sierpnia 1939 w Błaszkowie, zm. 16 listopada 2014) – polski dyplomata i działacz państwowy, wieloletni wiceminister kultury (1983–1990, 1993–1997).

## Życiorys
Z wykształcenia był prawnikiem. Dyrektor Naczelnego Zarządu Kinematografii Ministerstwa Kultury i Sztuki. Pełnił obowiązki wicedyrektora Instytutu Kultury Polskiej w Paryżu. Po powrocie do kraju został mianowany wiceministrem kultury z ramienia PZPR (1983–1990). Na początku lat 90. pełnił misję jako Konsul Generalny RP w Strasburgu (do 1992). W okresie rządów SLD-PSL sprawował funkcję sekretarza stanu w resorcie kultury. 
Odznaczony m.in. Orderem Wielkiego Księcia Giedymina III klasy.
Żonaty z Zofią, ojciec Juliusza, prawnika.